# Almindelig konvalbusk
Almindelig konvalbusk (Clethra alnifolia) er en løvfældende busk med oprette hovedgrene og overhængende sideskud. 

## Beskrivelse
Barken er først gulgrøn med fine, brune prikker, derefter brun og lidt ru, og til sidst stribet i brunt og beige. Knopperne er spredte, bittesmå, næsten prikformede og brune. Bladene er omvendt ægformede og ret smalle. Randen er skarpt savtakket. Oversiden og undersiden har omtrent samme, lysegrønne farve. Høstfarven er gul. 
Blomsterne er samlet i tætte, endestillede aks. De enkelte blomster er femdelte, hvide og dufter godt (af liljekonval eller måske snarere lidt Kejserbusk-agtigt). Frøene modner sjældent i Danmark.
Rodnettet er fint forgrenet med masser af tynde siderødder.
Højde x bredde og årlig tilvækst: 3 x 2 m (30 x 20 cm/år). Målene kan anvendes ved udplantning.

## Hjemsted
Almindelig konvalbusk træffes i Allegheny-bjergene fra Canada til Florida. Her findes den i krat på sumpet bund eller som skovbryn eller som underskov i blandede løvskove.
I området omkring Roosevelt i New Jersey, USA, findes arten i skove og som pionertræ sammen med bl.a. alm. robinie, alm. tulipantræ, amerikansk bøg, amerikansk knapbusk, amerikansk nældetræ, amerikansk platan, amerikansk vin, blyantene, brunfrugtet surbær, glansbladet hæg, hvid ask, hvid hickory, klatrevildvin, koralsumak, pennsylvansk vokspors, rødløn, skovtupelotræ, sukkerbirk, sumpeg, sumprose, virginsk ambratræ, virginsk troldnød, virginsk vinterbær, weymouthfyr og østamerikansk hemlock
| Portal | Portal:Botanik |